# Teresa Hohenlohe

Teresa Hohenlohe

Maria Teresa Hohenlohe, geborene Maria Teresa Bulgarini d’Elci (* 19. Juni 1964 in Mailand; † 20. August 2007 in Wien) war eine österreichische Galeristin.

## Leben
Teresa Hohenlohe wurde als Maria Teresa Bulgarini d’Elci, Tochter von Alceo von Bulgarini d’Elci und Maria, geborene Hardegg, in Mailand geboren, besuchte das Gymnasium Maria Regina in der Hofzeile in Wien-Döbling, studierte in Florenz Malerei und wurde danach in Peter Weibels Klasse für neue Medien an der Universität für angewandte Kunst in Wien aufgenommen, wo sie ihr Studium abschloss. Mehrere Jahre arbeitete sie beim Galeristen Hans Mayer in Düsseldorf, wo sie mit den Strömungen der modernen Kunst aus dem Umfeld von Joseph Beuys in Kontakt kam. 1999 übernahm sie die Galerie von Kurt Kalb in Wien und benannte sie in „Galerie Hohenlohe & Kalb“ um, seit 2006 hieß sie „Galerie Hohenlohe“. Franz Seilern, der sie weiterführte, hat 2008 die Galerie geschlossen.
Sie hatte – aufgrund ihrer besonderen Fähigkeit, auf Menschen zuzugehen – eine große Fangemeinde in den unterschiedlichen Schichten der österreichischen Gesellschaft.
Sie war in erster Ehe mit dem Journalisten Karl Hohenlohe verheiratet. Erst wenige Wochen vor ihrem Suizid heiratete sie den Kunsthistoriker Franz Seilern, der 2005 als Partner in ihre Galerie eingetreten war. Sie wurde am Friedhof von Ulrichskirchen begraben. Aus erster Ehe hinterließ sie zwei Töchter.

## Werk
Ihre Arbeit in Düsseldorf bei dem Galeristen Hans Mayer und die Zusammenarbeit mit den Düsseldorfer Künstlern bestärkte sie endgültig auf ihrem Weg, statt eigener künstlerischer Arbeiten die Werke ihrer Kollegen zu betreuen und im Kunstgeschehen zu etablieren.
Nach Wien zurückgekehrt, trat sie 1992 als Mitarbeiterin in die Galerie Kalb ein. Nach Kalbs Rückzug aus der Galerie im Jahr 1999 setzte sie dessen Arbeit mit dem Schwerpunkt auf einem zeitgenössischen Galerieprogramm fort. Beachtet wurde vor allem ihr Einsatz für die zeitgenössische Kunst und ihre Künstler und ihr großes Talent in der Vermittlung komplexer Kunstpositionen.
In den Jahren 2000 und 2002 organisierte sie in ihrer Galerie Ausstellungen von Anselm Glück („glück verschönert das betrachten“, 2000). Sie arbeitete mit Videokünstlern wie Michael Kienzer, Roland Kollnitz und Markus Oehlen zusammen. Im Jahr 2007 waren vier der von ihr betreuten Künstler, Simon Wachsmuth, Peter Friedl, Andrea Geyer und Imogen Stidworthy sowie die von ihr früher betreute Ines Doujak bei der documenta 12 in Kassel vertreten.

## Teresa-Bulgarini-Preis
Im Jahre 2008 wurde sie zur Namensgeberin des Teresa-Bulgarini-Preises.